# Carlos Gamarra
Carlos Alberto Gamarra Pavón (* 17. únor 1971, Ypacarai) je bývalý paraguayský fotbalista. Hrával na pozici obránce.
V dresu paraguayské reprezentace se zúčastnil tří světových šampionátů (1998, 2002, 2006). Na šampionátu ve Francii roku 1998 byl za své výkony oceněn zařazením do all-stars týmu turnaje. Má stříbrnou medaili z olympijských her 2004. Celkem za národní tým odehrál 110 zápasů, v nichž vstřelil 12 branek. Je rekordmanem v počtu startů za paraguayskou reprezentaci.
S AEK Athény zíslal řecký (2002), s Interem Milán italský pohár (2005).
Dvakrát byl vyhlášen paraguayským fotbalistou roku (1997, 1998). Brazilský časopis Placar ho vyhlásil 87. nejlepším fotbalistou 20. století.